# Ибн Аббас
Абу́-ль-Абба́с Абдулла́х ибн Абба́с ибн А́бд аль-Мутта́либ аль-Кураши́ (араб. أبو العباس عبد الله بن عباس بن عبد المطلب القرشي‎; род. 619, Мекка — 686, Таиф, Омейядский халифат) — исламский богослов и толкователь Корана, сподвижник и двоюродный брат пророка Мухаммеда. Сын Аббаса ибн Абд аль-Мутталиба. Основатель мекканской школы толкования Священного Корана. За его необыкновенные познания мусульмане дали ему прозвище Хабр аль-Умма («учёный [муж] общины»).

## Биография
Родился в Мекке приблизительно за три года до переселения мусульман из Мекки в Медину. Рос при пророке Мухаммаде, и с раннего возраста учился у него основам ислама. До 630 года вместе со своей семьей оставался в Мекке. Перед завоеванием Мекки мусульманами семья Ибн Аббаса переехала в Медину.
Принимал участие в битвах при Хунайне и Таифе, а также при завоевании Мекки. При первых халифах был их приближённым, принимал участие в военных походах в Северной Африке и Табаристане. После смерти халифа Усмана, Абдуллах признал халифом Али ибн Абу Талиба и был в числе его помощников.
При халифе Али был назначен наместником Басры. Сумел подавить хариджитский мятеж, но, позднее подал в отставку. Остаток жизни провёл в Мекке, где занимался научной деятельностью. После смерти халифа Муавии, Ибн Аббас уговаривал Хусейна ибн Али не отвечать на призыв восставшего против халифа Язида народа в Куфе и не ехать туда, но Хусейн не послушался его. Ибн Аббас до конца своих дней сожалел о смерти Хусейна.
Абдуллах ибн Аббас умер в Таифе в возрасте 70 лет.

## Богословская деятельность
Ибн Аббас был одним из теоретиков в области исламского права, он сам давал заключения (фетвы) по правовым вопросам. Для вынесения правового предписания он сначала обращался к Корану. Если там не находил решения проблемы, то обращался к сунне пророка Мухаммада, а затем к мнению таких сподвижников, как Абу Бакр или Умар.
Ибн Аббас был известен как толкователь Корана. Ему даже приписывается авторство книги по толкованию Корана, под названием «Танвир аль-микбас мин тафсир Ибн Аббас». В приписываемых ему комментариях к Корану также использованы рассказы «людей Писания» (исраилият). Некоторые исследователи, как Л. Каэтани и А. Ламменс ставят под сомнение подлинность приписываемых ему толкований Корана — Толкование Корана (Тафсир аль-Кур’ан), Необыкновенная книга о Коране (Китаб гариб фи-ль-Кур’ан), Разъяснение языка Корана (Байан лугат аль-Кур’ан) и Язык в Коране (Лугат фи-ль-Кур’ан). Эти книги представляют собой первую попытку филологического разбора Корана на примерах из стихов доисламских поэтов, а также исторического и эсхатологического толкования. Противоположной точки зрения придерживается Ф. Сезгин, который допускает возможность частичного восстановления подлинного текста его Тафсир аль-Кур’ан на основе исторического труда ат-Табари. Большинство современных исламоведов видят в Тафсире Ибн Аббаса позднейшую фальсификацию в угоду его потомкам Аббасидам.
Ему приписывают замысел собрать хадисы пророка Мухаммеда и его сподвижников. Передавал рассказы о доисламской истории, о походах Мухаммада.
Глубокие познания Ибн Аббаса оценил даже византийский наместник Северной Африки Георгий, назвавший Ибн Аббаса самым образованным человеком среди арабов.